# Peripsychoda castanea
Peripsychoda castanea és una espècie d'insecte dípter pertanyent a la família dels psicòdids.

## Descripció
- Mascle: ulls separats per 3,5 facetes de diàmetre; sutura interocular arquejada; vèrtex igual a 3 vegades l'amplada del pont ocular; occipuci aplanat; front amb una àrea pilosa rectangular; palp núm. 1 cilíndric; antenes amb l'escap 2,5 vegades la mida del pedicel; tòrax amb un patagi hemisfèric i gran; ales de 2 mm de llargària i 0,72 mm d'amplada, clapades de marró, amb la vena subcostal fusionada amb R1; edeagus recte i rom.
- Femella: similar al mascle, però amb els ulls separats per 4-4,5 facetes de diàmetre; vèrtex de 2,5 vegades l'amplada del pont ocular i no pas tan agudament projectat; antenes de 0,70-0,75 mm de llargada i amb l'escap, si fa no fa, 1,5 vegades la mida del pedicel; flagel amb nodes simètrics; tòrax sense patagi; lòbul apical ample amb costats divergents; espermateca esvelta i amb una reticulació gruixuda sobre la superfície basal; ales d'1,82-2,05 mm de longitud i 0,66-0,77 mm d'amplada.[3]

## Distribució geogràfica
És un endemisme de Nova Guinea.